# 教义会圣堂

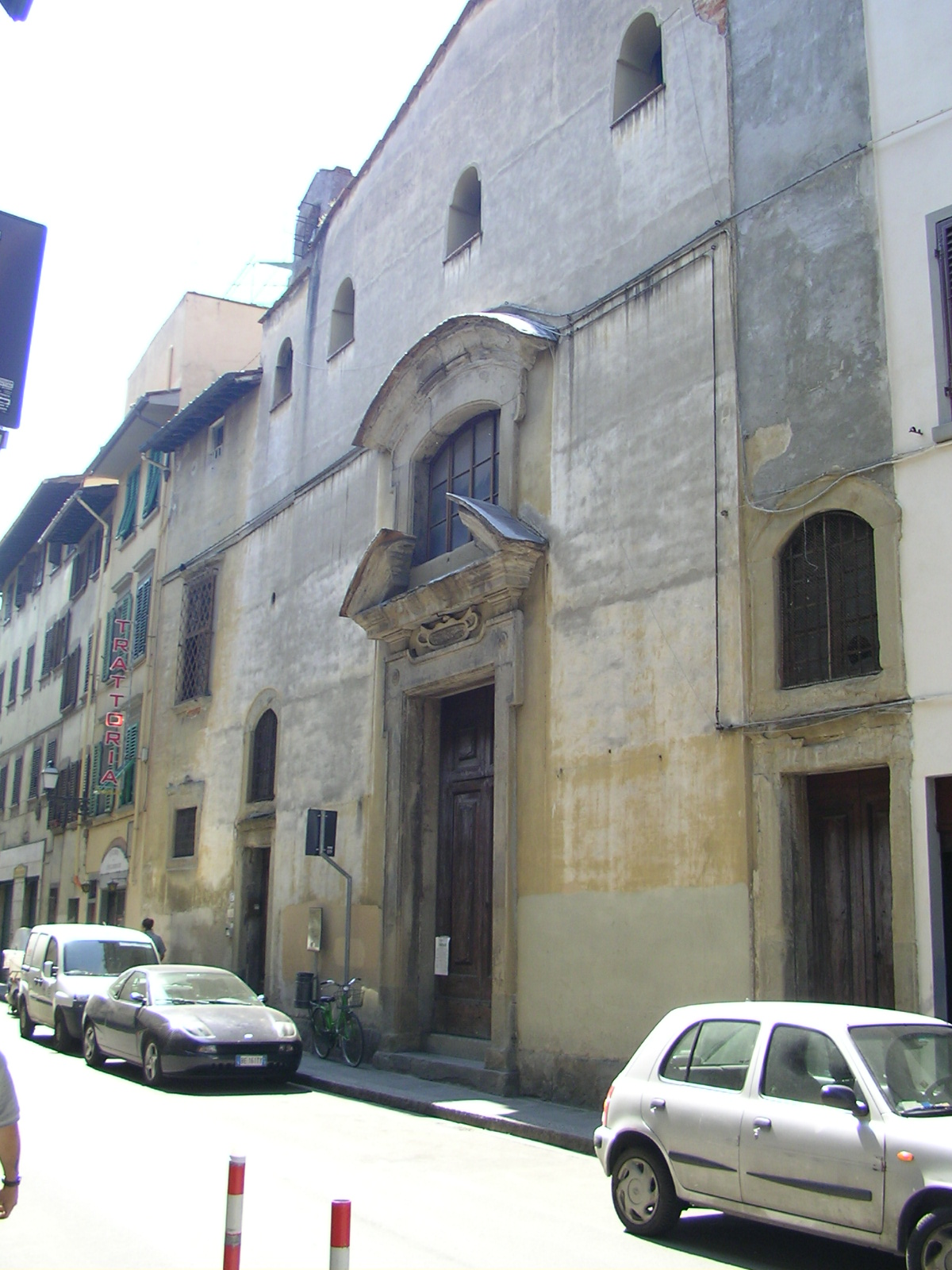

教义会圣堂（Oratorio dei Vanchetoni）是一个罗马天主教方濟各會第三會的祈祷所，在意大利佛罗伦萨。

## 历史
真福希巴利都（Ippolito Galantini，1565年至1619年）创建一个在俗信友的善会“教义会”，旨在向贫困儿童讲解要理。会员称为vanchetoni，因为他们经常悄悄地行走，以及bacchetoni，因为他们用鞭打自己来悔罪。
善会建筑建于1602年至1604年，这块地曾是诸圣堂的果园。长长的大厅是会员聚集的地方，1633年至1649年间的圣人壁画出自乔瓦尼·马蒂内利、切科·布拉沃和洛伦佐·里皮等人之手。希巴利都于1765年被追授为可敬者，并于1825年列为真福。
今天，该堂用于室内演唱会和小型会议。